# Lysania
Lysania es un género de arañas araneomorfas de la familia Lycosidae. Se encuentra en el Sudeste de Asia.

## Lista de especies
Según The World Spider Catalog 12.0:
- Lysania pygmaea Thorell, 1890
- Lysania sabahensis Lehtinen & Hippa, 1979